# Bastian Fuchs (Rechtswissenschaftler)
Bastian Fuchs (* 12. November 1974 in Schrobenhausen) ist ein deutscher Rechtswissenschaftler.

## Leben
Nach dem Abitur und der Bundeswehrzeit studierte Fuchs sieben Semester Rechtswissenschaften an der Universität Augsburg und legte danach das erste juristische Staatsexamen ab. Nach der Referendarszeit und dem zweiten juristischen Staatsexamen in Bayern spezialisierte er sich als Rechtsanwalt auf das gesamte Bau- und Architektenrecht mit Schwerpunkt Spezialtiefbau-, Tunnel- und Tiefbaurecht. In den Jahren 2003/2004 promovierte er bei Gerd Motzke an der Universität Augsburg mit einem Thema zum Baunachbarrecht zum Dr. jur., anschließend studierte er ein Jahr in San Diego (USA) und schloss dort mit einer rechtsvergleichenden Arbeit zum amerikanischen und deutschen Baugrund- und Tiefbaurecht die Masterausbildung ab. Danach absolvierte Fuchs in New York die Anwaltsausbildung zum Attorney-at-law (New York) und kehrte nach Studienaufenthalten in Japan und der Volksrepublik China nach Deutschland zurück, wo er 2005 als einer der jüngsten Lehrbeauftragten an einer deutschen Universität im Rahmen der Fakultät für Geotechnik an der Universität der Bundeswehr in München unter Conrad Boley einen Lehrauftrag zum Tiefbaurecht und internationalem Baurecht erhielt. Nach zehn Jahren wurde Fuchs am 1. Oktober 2015 von Bundesverteidigungsministerin Ursula von der Leyen zum Honorarprofessor an dieser Universität ernannt.
Seine Veröffentlichungen und Seminarveranstaltungen zu baurechtlichen Themen führten zur Berufung in den Vorstand des Centrum für Deutsches und Internationales Baugrund- und Tiefbaurecht (CBTR) bis 2017 sowie in den Deutschen Normungsausschuss – Arbeitsgruppe DIN EN 1997 – 2 (Nachfolgenorm DIN 4020 Geotechnische Untersuchungen für bautechnische Zwecke). Seit Oktober 2015 ist Fuchs auch im Vorstand der Deutschen Gesellschaft für Baurecht e.V. vertreten, deren Arbeitskreis Internationales Baurecht er seit 2011 leitet.
Fuchs ist Partner und Geschäftsführer einer baurechtlich spezialisierten Anwaltskanzlei in München, Ingolstadt, Pfaffenhofen an der Ilm, Nordhausen und Schrobenhausen.
Seit 2002 bekleidet Fuchs auch das Amt eines Stadtrats (u. a. als Fraktionsvorsitzender von 2014 bis 2020) im Mittelzentrum Schrobenhausen. Von 2002 bis 2014 war er zudem Kulturreferent der Stadt. Zudem ist Fuchs im Genossenschaftswesen tätig, zunächst als Aufsichtsrat, seit 2006, stellvertretender Vorsitzender ab 2009 und Vorsitzender im Jahr 2011 der ehemaligen Volksbank Schrobenhausen. Nunmehr seit der Fusion 2011 als stellvertretender Aufsichtsratsvorsitzender der Schrobenhausener Bank e.G. bis 2024. Seit Juli 2024 übernahm er den Vorsitz im Aufsichtsrat.
Seit Dezember 2023 ist Fuchs Aufsichtsratsvorsitzender der Bauer AG.

## Werke (Auswahl)
- Boissereè / Fuchs, Handbuch des Baunachbarrechts, WernerVerlag 2006
- Fuchs, B., Die Zulässigkeit der Inanspruchnahme von Nachbargrundstücken bei der Ausführung von Tiefbauarbeiten, Band 59 der Baurechtlichen Schriften, herausgegeben von Hermann Korbion / Horst Locher, WernerVerlag 2005
- Fuchs, B. / Maurer. M / Schalk, G, Handbuch Tiefbaurecht, C.H.Beck, 2023

Mitautor u. a. von:
- Beck’scher VOB/Kommentar, hrsg. von Englert/Katzenbach/Motzke, Teil C, 1. Auflage 2003 bis 3. Auflage 2014, Verlage C.H.Beck und Beuth, München-Berlin
- Verträge am Bau nach der Schuldrechtsreform, hrsg. von Wirth/Sienz/Englert, WernerVerlag 2002
- Handbuch des Fachanwalts Bau- und Architektenrecht, hrsg. von Kuffer/Wirth, 1. Auflage 2006 - 6. Auflage 2019, Luchterhand-Verlag
- BGB-Baukommentar, hrsg. von Englert/Motzke/Wirth, 1. Auflage 2007, WernerVerlag